# Роды семейства Пальмовые

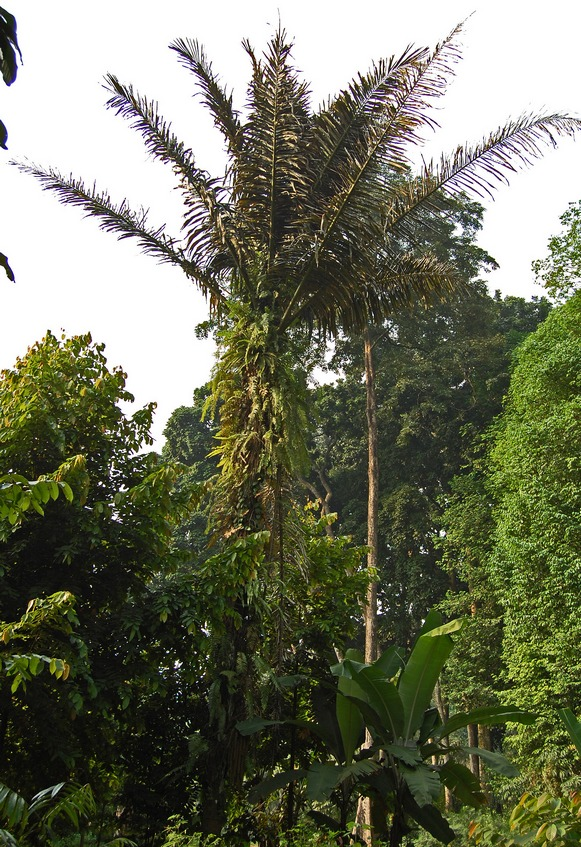
Arenga pinnata

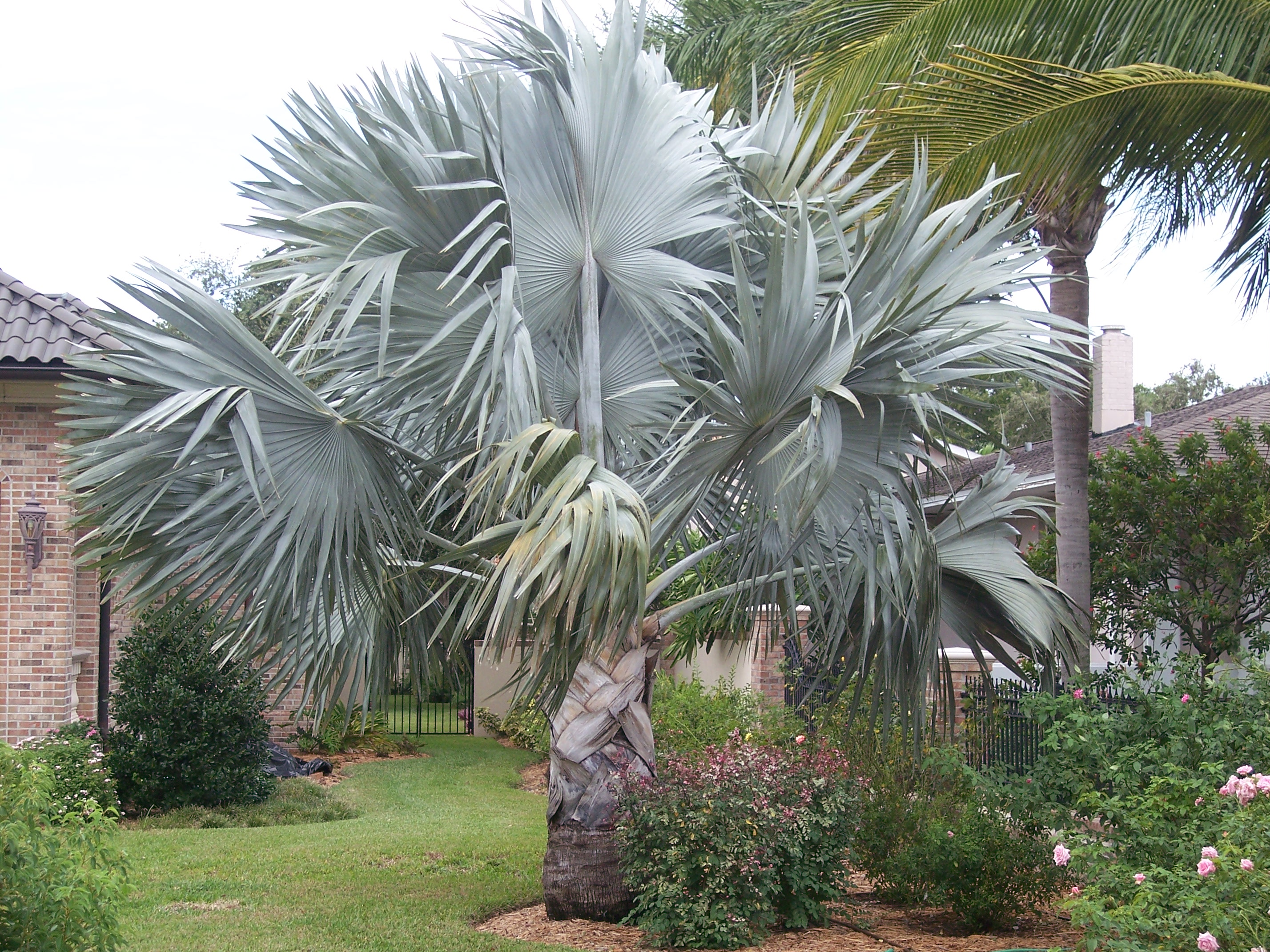
Bismarckia nobilis

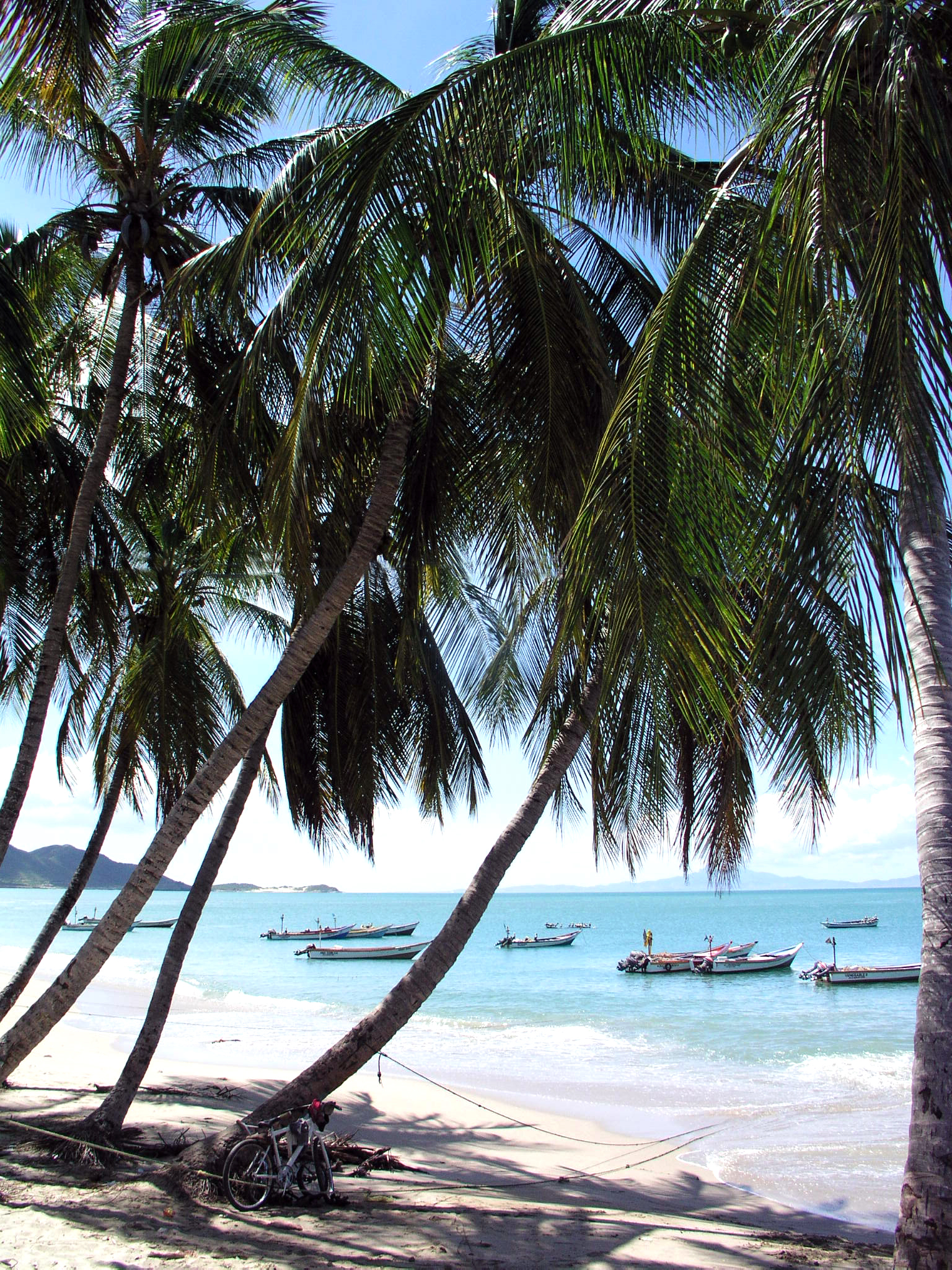
Cocos nucifera

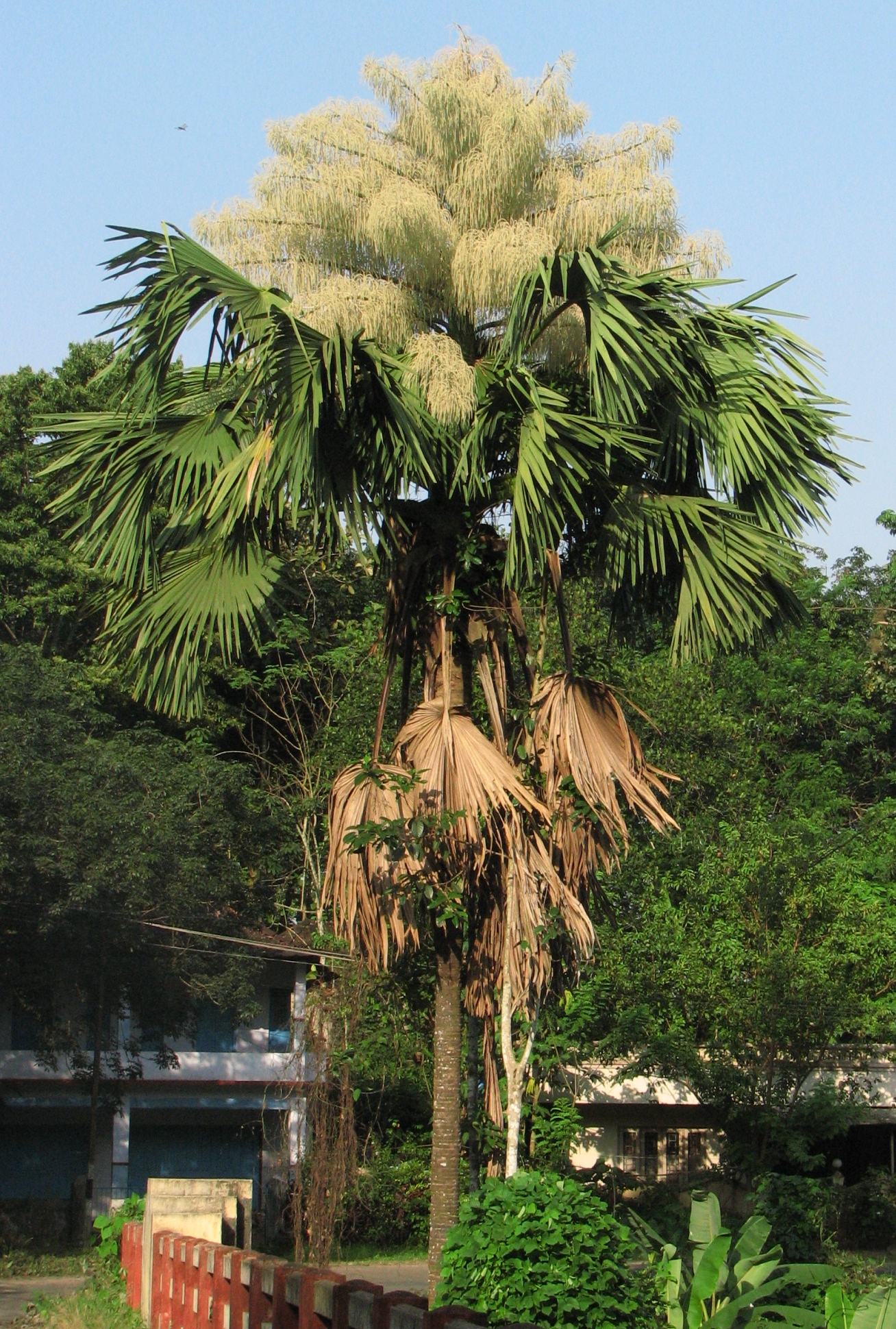
Corypha umbraculifera

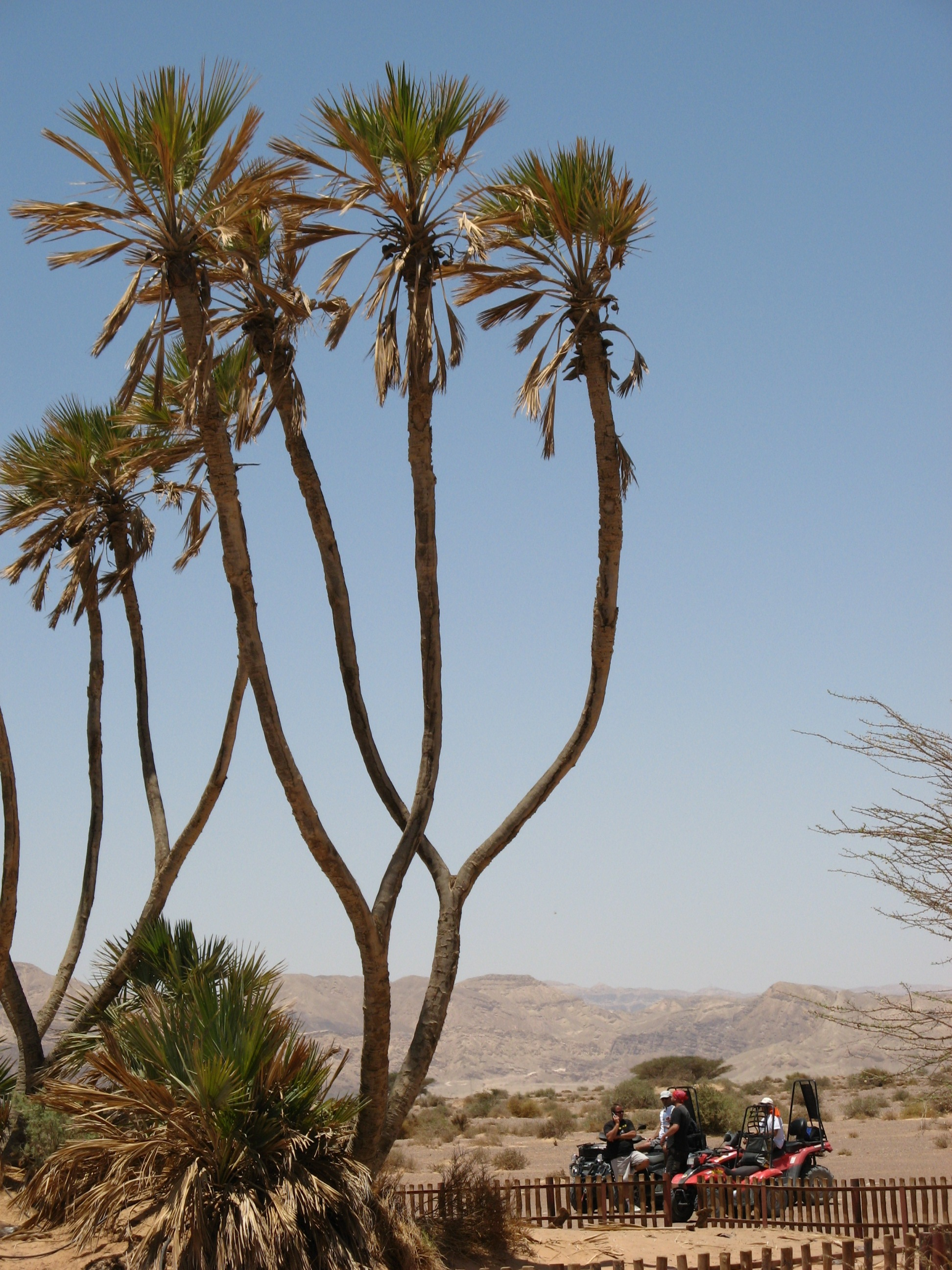
Hyphaene thebaica

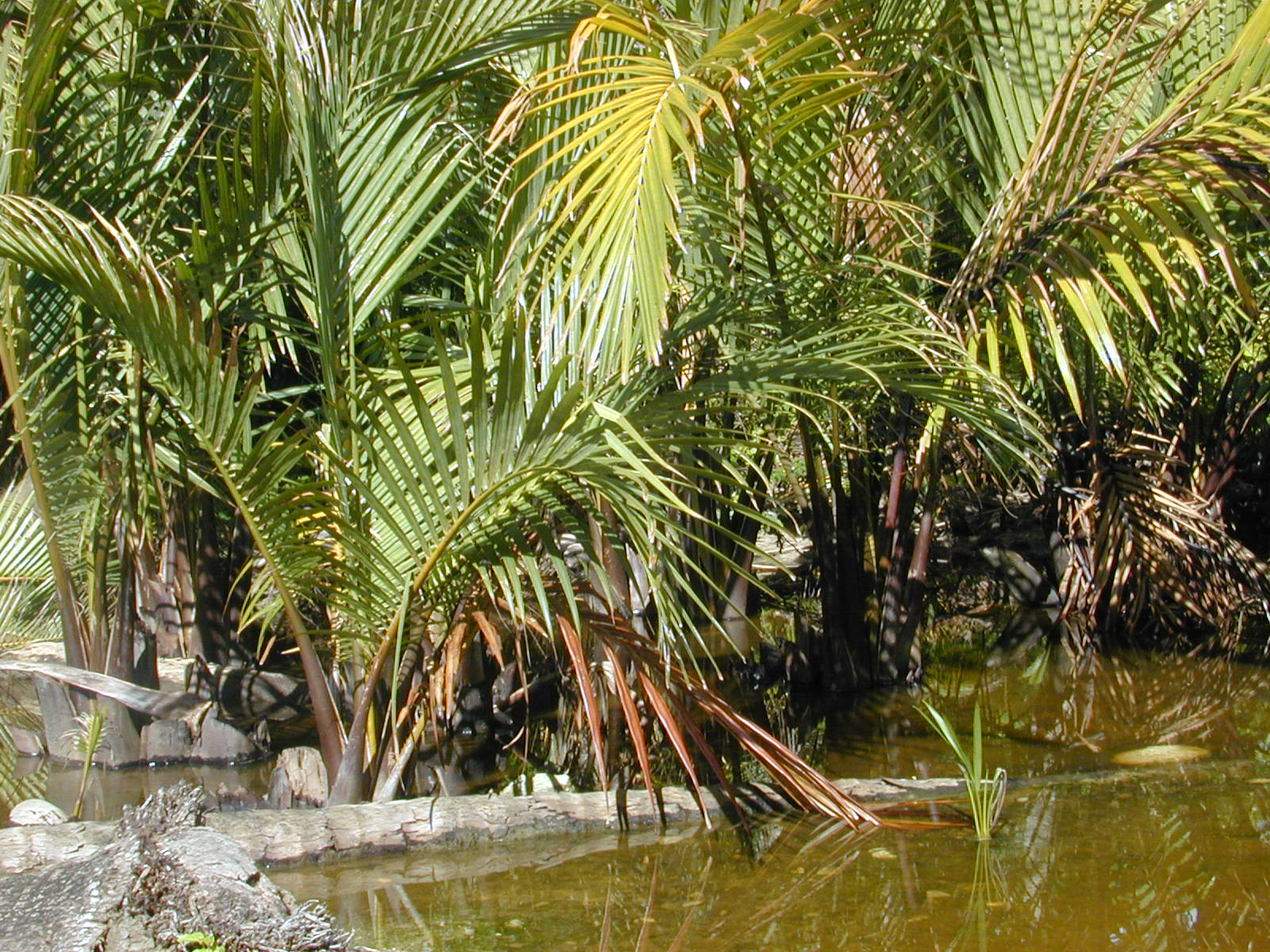
Nypa fruticans

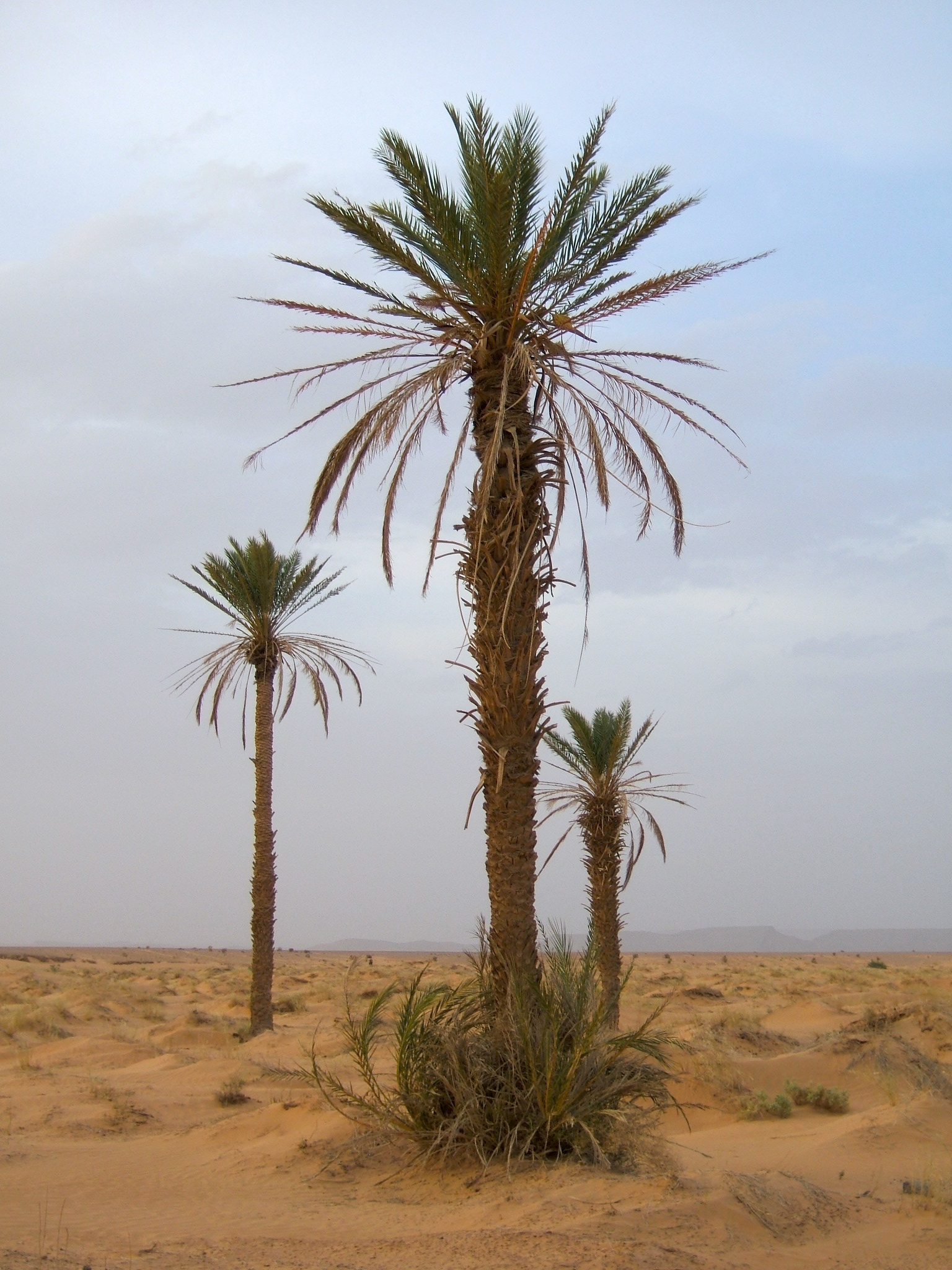
Phoenix dactylifera

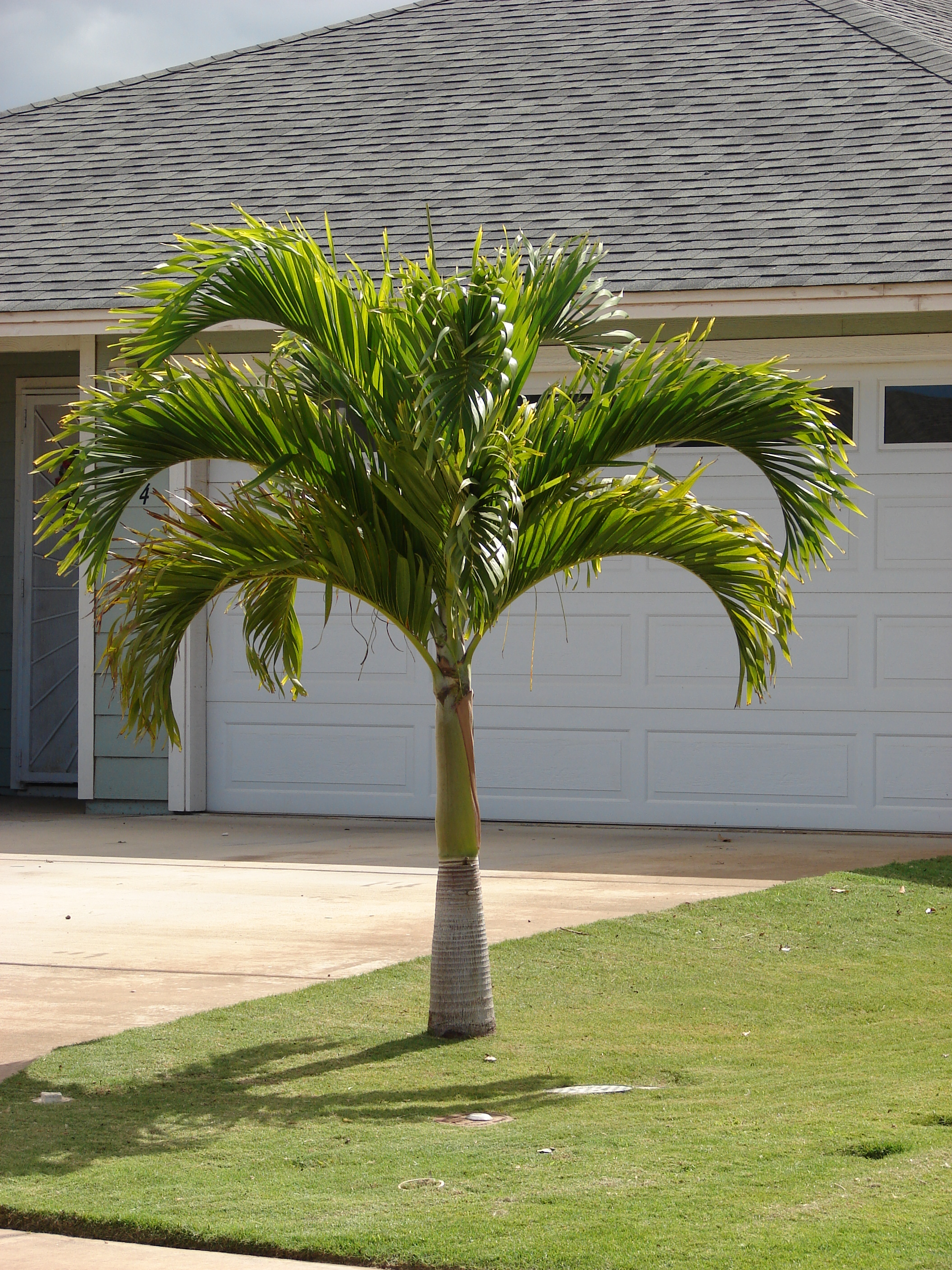
Veitchia merrillii

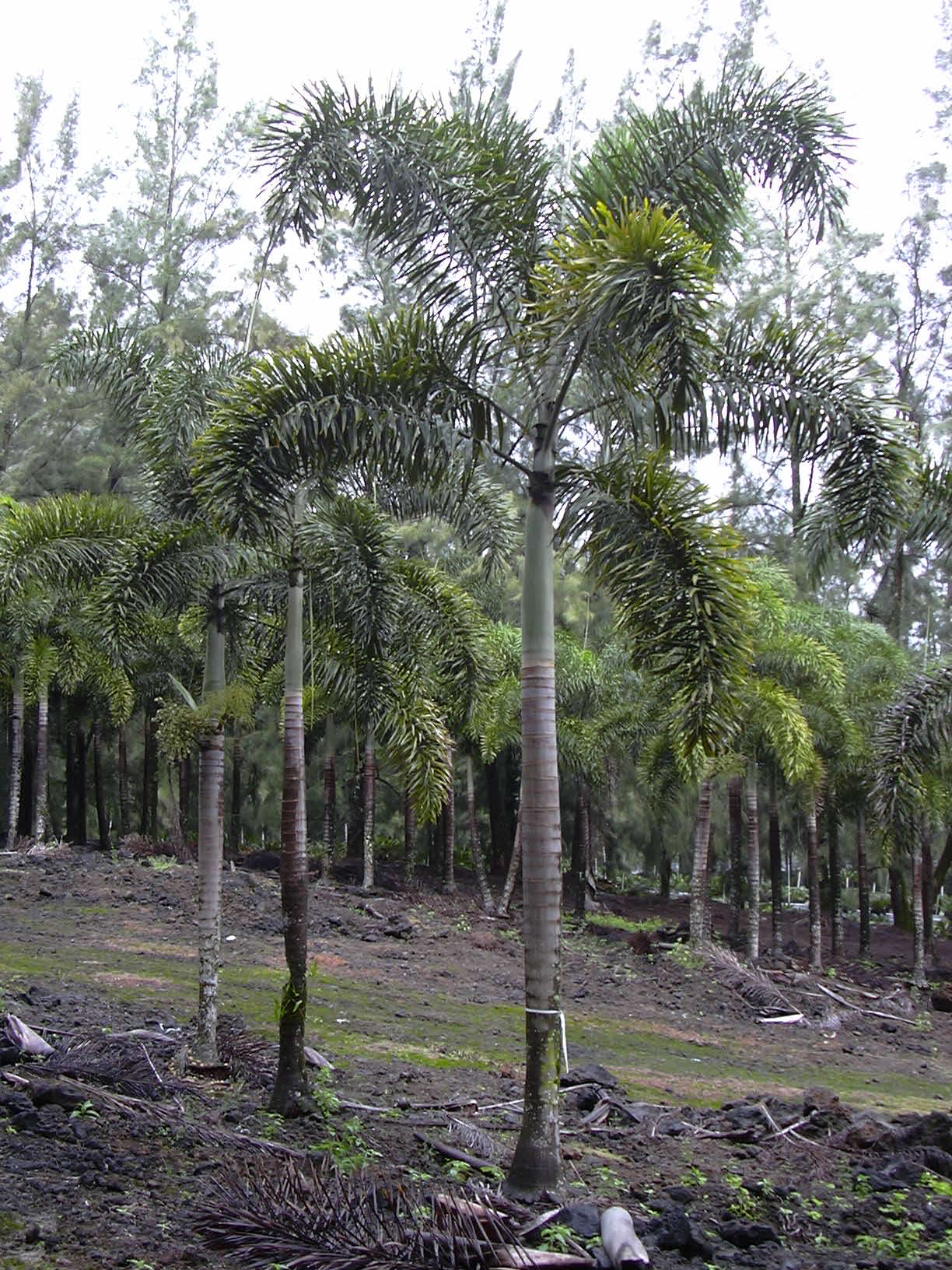
Wodyetia bifurcata

Список составлен на основе данных Germplasm Resources Information Network (GRIN).
Синонимика родов в данном списке не приводится.
| # A B C D E F G H I J K L M N O P Q R S T U V W X Y Z |

## A
- Acanthophoenix H.Wendl. — Акантофеникс
- Acoelorrhaphe H.Wendl. — Ацелорафа
- Acrocomia Mart. — Акрокомия, или Пальма гру-гру
- Actinokentia Dammer — Актинокентия
- Actinorhytis H.Wendl. & Drude — Актиноритис
- Adonidia Becc.
- Aiphanes Willd. — Аифанес
- Allagoptera Nees — Аллагоптера
- Ammandra O.F.Cook — Аммандра
- Aphandra Barfod
- Archontophoenix H.Wendl. & Drude — Архонтофеникс
- Areca L. — Арека
- Arenga Labill. — Аренга. Около 20 видов мелких и средних пальм из Южной и Юго-Восточной Азии.
- Asterogyne H.Wendl. — Астерогина
- Astrocaryum G.Mey. — Астрокариум
- Attalea Kunth — Атталея

| # A B C D E F G H I J K L M N O P Q R S T U V W X Y Z |

## B
- Bactris Jacq. ex Scop. — Бактрис
- Balaka Becc. — Балака
- Barcella (Trail) Trail ex Drude — Барселла
- Basselinia Vieill. — Басселения
- Beccariophoenix Jum. & H.Perrier — Беккариофеникс
- Bentinckia Berry ex Roxb. — Бентинкия
- Bismarckia Hildebrandt & H.Wendl. — Бисмаркия. Монотипный род пальм с Мадагаскара.
- Borassodendron Becc. — Борассодендрон
- Borassus L. — Борассус
- Brahea Mart. ex Endl. — Брагея
- Brassiophoenix Burret — Брассиофеникс
- Brongniartikentia Becc. — Броньяртикентия
- Burretiokentia Pic.Serm. — Бурретиокентия
- Butia (Becc.) Becc. — Бутия

| # A B C D E F G H I J K L M N O P Q R S T U V W X Y Z |

## C
- Calamus L. — Каламус, или Ротанг. Более 300 видов лазающих лиан из Юго-Восточной Азии; некоторые виды используются для изготовления мебели.
- Calyptrocalyx Blume — Калиптрокаликс
- Calyptrogyne H.Wendl. — Калиптрогина
- Calyptronoma Griseb. — Калиптронома
- Carpentaria Becc. — Карпентария
- Carpoxylon H.Wendl. & Drude — Карпоксилон
- Caryota L. — Кариота. Около 10 видов кустарников и деревьев из Южной и Юго-Восточной Азии, а также Северо-Восточной Австралии.
- Ceratolobus Blume — Цератолобус
- Ceroxylon Bonpl. ex DC. — Цероксилон, или Восковая пальма
- Chamaedorea Willd. — Хамедорея
- Chamaerops L. — Хамеропс
- Chambeyronia Vieill. — Шамбейрония
- Chelyocarpus Dammer — Хелиокарпус
- Chuniophoenix Burret — Чуниофеникс
- Clinosperma Becc. — Клиносперма
- Clinostigma H.Wendl. — Клиностигма
- Coccothrinax Sarg. — Коккотринакс
- Cocos L. — Кокос, или Кокосовая пальма. Монотипный род высоких стройных деревьев, повсеместно распространённых в тропиках обоих полушарий как в культурном, так и в дикорастущем виде.
- Colpothrinax Griseb. & H.Wendl. — Колпотринакс
- Copernicia Mart. ex Endl. — Коперниция
- Corypha L. — Корифа, или Зонтичная пальма
- Cryosophila Blume — Криозофила
- Cyphokentia Brongn. — Цифокентия
- Cyphophoenix H.Wendl. ex Benth. & Hook.f. — Цифофеникс
- Cyphosperma H.Wendl. ex Benth. & Hook.f. — Цифосперма
- Cyrtostachys Blume — Циртостахис

| # A B C D E F G H I J K L M N O P Q R S T U V W X Y Z |

## D
- Daemonorops Blume — Демоноропс
- Deckenia H.Wendl. ex Seem. — Декения
- Desmoncus Mart. — Десмонкус
- Dictyocaryum H.Wendl. — Диктиокариум
- Dictyosperma H.Wendl. & Drude — Диктиосперма
- Dransfieldia W.J.Baker & Zona
- Drymophloeus Zipp. — Дримофлеус
- Dypsis Noronha ex Mart. — Дипсис

| # A B C D E F G H I J K L M N O P Q R S T U V W X Y Z |

## E
- Elaeis Jacq. — Элеис, или Масличная пальма
- Eleiodoxa (Becc.) Burret — Элейодокса
- Eremospatha (G.Mann & H.Wendl.) H.Wendl. — Эремоспата
- Eugeissona Griff. — Эвгейссона
- Euterpe Mart. — Эвтерпа, или Евтерпе, или Асаи, или  Капустная пальма. 25—30 видов южноамериканских пальм; известны своими съедобными плодами.

| # A B C D E F G H I J K L M N O P Q R S T U V W X Y Z |

## G
- Gastrococos Morales — Гастрококос
- Gaussia H.Wendl. — Гауссия
- Geonoma Willd. — Геонома
- Guihaia J.Dransf.etal.

| # A B C D E F G H I J K L M N O P Q R S T U V W X Y Z |

## H
- Hedyscepe H.Wendl. & Drude — Гедисцепа
- Heterospathe Scheff. — Гетероспата
- Howea Becc. — Хауея, или Ховея
- Hydriastele H.Wendl. & Drude — Гидриастела
- Hyophorbe Gaertn. — Гиофорба
- Hyospathe Mart. — Гиоспата
- Hyphaene Gaertn. — Гифена. Около 10 видов из Африки и Южной Азии. От других пальм отличается дихотомическим ветвлением стволов.

| # A B C D E F G H I J K L M N O P Q R S T U V W X Y Z |

## I
- Iguanura Blume — Игуанура
- Iriartea Ruiz & Pav. — Ириартея
- Iriartella H.Wendl. — Ириартелла
- Itaya H.E.Moore — Итайя

| # A B C D E F G H I J K L M N O P Q R S T U V W X Y Z |

## J
- Johannesteijsmannia H.E.Moore — Йоханнестейсмания
- Juania Drude — Хуания
- Jubaea Kunth — Юбея
- Jubaeopsis Becc. — Юбеопсис

| # A B C D E F G H I J K L M N O P Q R S T U V W X Y Z |

## K
- Kentiopsis Brongn. — Кентиопсис
- Kerriodoxa J.Dransf.
- Korthalsia Blume — Корталсия

| # A B C D E F G H I J K L M N O P Q R S T U V W X Y Z |

## L
- Laccospadix Drude & H.Wendl. — Лаккоспадикс
- Laccosperma (G.Mann & H.Wendl.) Drude — Лаккосперма
- Latania Comm. ex Juss. — Латания
- Lemurophoenix J.Dransf.
- Leopoldinia Mart. — Леопольдиния
- Lepidocaryum Mart. — Лепидокариум
- Lepidorrhachis (H.Wendl. & Drude) O.F.Cook — Лепидорахис
- Licuala Wurmb — Ликуала
- Linospadix H.Wendl. — Линоспадикс
- Livistona R.Br. — Ливистона
- Lodoicea Comm. ex DC. — Сейшельская пальма, или Лодоицея
- Loxococcus H.Wendl. & Drude — Локсококкус
- Lytocaryum Toledo — Литокариум

| # A B C D E F G H I J K L M N O P Q R S T U V W X Y Z |

## M
- Manicaria Gaertn. — Маникария
- Marojejya Humbert — Марудзезия
- Masoala Jum. — Масуала
- Mauritia L.f. — Мауриция, или Мавриция, или Маврикиева пальма
- Mauritiella Burret
- Maxburretia Furtado — Максбурретия
- Medemia Württemb. ex H.Wendl. — Медемия
- Metroxylon Rottb. — Метроксилон, или Саговая пальма
- Myrialepis Becc. — Мириалепис

| # A B C D E F G H I J K L M N O P Q R S T U V W X Y Z |

## N
- Nannorrhops H.Wendl. — Наноропс
- Nenga H.Wendl. & Drude — Ненга
- Neonicholsonia Dammer — Неониколсония
- Neoveitchia Becc. — Неовичия
- Nephrosperma Balf.f. — Нефросперма
- Normanbya F.Muell. ex Becc. — Норманбия
- Nypa Steck — Нипа. Монотипный род кустарниковых пальм из Южной Азии, Австралии и Океании. Единственная из пальм, растущая в мангровых зарослях.

| # A B C D E F G H I J K L M N O P Q R S T U V W X Y Z |

## O
- Oenocarpus Mart. — Энокарпус
- Oncocalamus (G.Mann & H.Wendl.) Benth. & Hook.f. — Онкокаламус
- Oncosperma Blume — Онкосперма
- Orania Zipp. — Орания
- Oraniopsis (Becc.) J.Dransf., A.K.Irvine & N.W.Uhl

| # A B C D E F G H I J K L M N O P Q R S T U V W X Y Z |

## P
- Parajubaea Burret — Параюбея
- Pelagodoxa Becc. — Пелагодокса
- Phoenicophorium H.Wendl. — Феникофориум
- Phoenix L. — Финиковая пальма, или Феникс. Около 15 видов пальм, распространённых в Африке и Азии. Собственно финиковая пальма (Phoenix dactylifera) — одно из древнейших культурных растений.
- Pholidocarpus Blume — Фолидокарпус
- Pholidostachys H.Wendl. ex Benth. & Hook.f. — Фолидостахис
- Physokentia Becc. — Физокентия
- Phytelephas Ruiz & Pav. — Фителефас
- Pigafetta (Blume) Becc. — Пигафетта
- Pinanga Blume — Пинанга
- Plectocomia Mart. ex Blume — Плектокомия
- Plectocomiopsis Becc. — Плектокомиопсис
- Podococcus G.Mann & H.Wendl. — Подококкус
- Pogonotium J.Dransf. — Погонотиум
- Polyandrococos Barb.Rodr. — Полиандрококос
- Ponapea Becc.
- Prestoea Hook.f. — Престоя
- Pritchardia Seem. & H.Wendl. — Притчардия
- Pritchardiopsis Becc. — Притчардиопсис
- Pseudophoenix H.Wendl. ex Sarg. — Псевдофеникс
- Ptychococcus Becc. — Птихококкус
- Ptychosperma Labill. — Птихосперма

| # A B C D E F G H I J K L M N O P Q R S T U V W X Y Z |

## R
- Raphia P.Beauv. — Рафия
- Ravenea C.D.Bouché — Равенея
- Reinhardtia Liebm. — Рейнхардтия
- Retispatha J.Dransf. — Ретиспата
- Rhapidophyllum H.Wendl. & Drude — Рапидофиллум
- Rhapis L.f. ex Aiton — Рапис
- Rhopaloblaste Scheff. — Ропалобласта
- Rhopalostylis H.Wendl. & Drude — Ропалостилис
- Roscheria H.Wendl. ex Balf.f. — Рошерия
- Roystonea O.F.Cook — Ройстоунея. 10—12 видов пальм из Карибского бассейна с характерным одиночным стволом серого цвета.

| # A B C D E F G H I J K L M N O P Q R S T U V W X Y Z |

## S
- Sabal Adans. — Сабаль, или Сабал. Около 15 видов пальм с веерными листьями. Распространены от Венесуэлы до юга США.
- Salacca Reinw. — Залакка
- Satakentia H.E.Moore — Сатакентия
- Satranala J.Dransf. & Beentje
- Schippia Burret — Шиппия
- Sclerosperma G.Mann & H.Wendl. — Склеросперма
- Serenoa Hook.f. — Сереноа. Монотипный род невысоких пальм, встречающихся на юго-востоке США и в Мексике.
- Socratea H.Karst. — Сократея. Наиболее известный вид — Socratea exorrhiza.
- Solfia Rech.
- Sommieria Becc. — Соммьерия
- Syagrus Mart. — Сиагрус
- Synechanthus H.Wendl. — Синехантус

| # A B C D E F G H I J K L M N O P Q R S T U V W X Y Z |

## T
- Tahina J.Dransf. & Rakotoarin.
- Tectiphiala H.E.Moore — Тектифиала
- Thrinax Sw. — Тринакс
- Trachycarpus H.Wendl. — Трахикарпус
- Trithrinax Mart. — Тритринакс

| # A B C D E F G H I J K L M N O P Q R S T U V W X Y Z |

## V
- Veitchia H.Wendl. — Вичия
- Verschaffeltia H.Wendl. — Вершафелтия
- Voanioala J.Dransf.

| # A B C D E F G H I J K L M N O P Q R S T U V W X Y Z |

## W
- Wallichia Roxb. — Валлихия
- Washingtonia H.Wendl. — Вашингтония. Два вида пальм из США и Мексики с характерной «юбкой» на стволе из старых засохших листьев, которые могут не опадать годами.
- Welfia H.Wendl. — Велфия
- Wendlandiella Dammer — Вендландиелла
- Wettinia Poepp. — Веттиния
- Wodyetia A.K.Irvine — Водиетия, или Лисий хвост. Монотипный род пальм из северной Австралии; популярное декоративное растение.

| # A B C D E F G H I J K L M N O P Q R S T U V W X Y Z |

## Z
- Zombia L.H.Bailey — Зомбия

| # A B C D E F G H I J K L M N O P Q R S T U V W X Y Z |

|                                              |
| Закат. Пальмы на пляже. Джэксонвилл, Флорида |